# 4544 Xanthus
4544 Xanthus este un asteroid din grupul Apollo, descoperit pe 31 martie 1989 de Henry Holt și Norman Thomas.